# خوسيه ماريا إسحاق بيخار
خوسيه ماريا إسحاق بيخار (بالإسبانية: José María Isaac Béjar)‏ هو لاعب كرة قدم إسباني في مركز الدفاع، ولد في 1 سبتمبر 1985 في ماردة في إسبانيا. لعب مع بوليديبورتيفو إيخيذو ونادي مالقا ونادي مليلية ويونيون ديبورتيفا لوغرينييس.

## وصلات خارجية
- خوسيه ماريا إسحاق بيخار على موقع قاعدة بيانات كرة القدم.إي يو (الإنجليزية)
- خوسيه ماريا إسحاق بيخار على موقع Soccerway.com (الإنجليزية)